# Синдендро
Синдендро (грч. Σύνδενδρο) је насељено место у општини Гребен у периферији Западна Македонија, Грчка. Према попису из 2021. године било је 155 становника.
Према бугарском географу и историчару, Василу Канчову, у Синдендру је 1900. године живело 150 Албанаца муслимана и 120 Грка. Године 1923. муслиманско становништво је принудно исељено у Турску а на њихово место је насељено 63 грчких избегличких породица, укупно 193 особа. На попису из 1940. године Синдендро је имала 538 становника. Село се раније звало Тривешт.